# کاروانسرای انار
کاروانسرای انار مربوط به دوره قاجار است و در شهرستان انار، جنوب شرقی امامزاده محمد صالح واقع شده و این اثر در تاریخ ۱۰ دی ۱۳۸۱ با شمارهٔ ثبت ۶۷۶۲ به‌عنوان یکی از آثار ملی ایران به ثبت رسیده است.